# 传输线

电波在无损耗传输线内流动原理图。红色代表高电压，蓝色代表低电压。黑色圆点代表电子。传输线接于阻抗匹配的负载电阻（右边的盒子）上，波形完全被吸收。

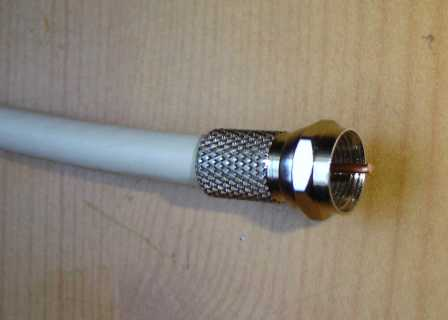
一种最常见的传输线——同轴电缆。

传输线（transmission line）是电子工程中的专用电缆或者其他结构，用于传输无线电频率的交流电流，也就是说，电流的频率高到一定程度时必须考虑它们波的性质。传输线一般用于连接发送器与接收器的天线，传输有线电视信号，中继电信交换中心之间的路由呼叫，计算机网络连接以及高速计算机数据总线。
本文仅讨论双导体传输线，包含平行线（梯线）、同轴电缆、带状线和微带线。一些来源认为波导管、介质波导甚至光纤也是传输线，但这些线需要用其他方法来分析，所以不在此进行讨论；可参见电磁波导。

## 概述
普通电缆足以传输低频交流电，如家庭用电（每秒钟变换100~120次方向）和声音信号。然而，普通电缆不能用于输送无线电频率范围的电流或更高频率的电流 ，这种频率的电流每秒钟变更百万次方向，能量易于从电缆中以电磁波的形式辐射出来，从而造成能量损耗。射频电流也容易在电缆的连接处（如连接器和节点）反射回发射源。 这些反射作为瓶颈，阻止了信号功率到达目的地。传输线使用了特殊的结构和阻抗匹配的方法，能以最小的反射和最小的功率损耗传输电磁信号。大多数传输线的显着特点是它们具有沿其长度方向均匀的横截面尺寸，使得传输线有着一致的阻抗，被称为特性阻抗， 从而防止了反射的发生。传输线有多种形态，例如平行线（梯线、双绞线）、同轴电缆、带状线以及微带线。 电磁波的频率与波长成反比。当线缆的长度与传输信号的波长相当时，就必须要使用传输线了。
传输微波频率信号时，传输线的功率损失也会比较明显，这时应当使用波导管替代传输线 ，波导管的功能是作为限制和引导电磁波的“管道”。  一些人将波导管视为一种传输线； 然而，这里认为波导管和传输线是不同的。在更高的频率上，例如太赫兹、红外线、光的范围，波导管也将对信号造成损失，这时需要使用光学方法（如棱镜和镜子）来引导电磁波。
声波传播的理论与电磁波的传播理论在数学上是非常相似的，因此传输线的理论也被用来制作传导声波的结构；叫做声学传输线。

## 历史
电传输线的数学分析源于麦克斯韦、开尔文男爵和亥维赛的工作。1855年开尔文男爵建立了一个关于海底电缆电流的扩散模型。这个模型正确的预测了1858年穿越大西洋海底通信电缆的不佳性能。在1885年，亥维赛发表了第一篇关于描述他的电缆传播分析和现代通信模式方程的论文。

## 适用范围
在许多电子线路中，连接各器件的电线的长度是基本可以被忽略的。也就是说在电线各点同一时刻的电压可以认为是相同的。但是，当电压的变化和信号沿电线传播下去的时间可以比拟时，电线的长度变得重要了，这時电线就必须被处理成传输线。换言之，当信号所包含的频率分量的相应的波长较之电线长度小或二者可以比拟的时候，电线的长度是很重要的。
常见的经验方法认为如果电缆或者电线的长度大于波长的1/10，则需被作为传输线处理。 在这个长度下相位延迟和线中的反射干扰非常显著，那么没有用传输线理论仔细的研究设计过的系统就会出现一些不可预知行为。

## 四终端模型

传输线在电路图中各种电路符号。

为了分析的需要，传输线可以用二端口网络（四端网络）进行建模，如下图所：
在最简单的情况，假设网络是线性的（即任何端口之间的复电压在没有反射的情况下正比于复电流），且两个端口可以互换。如果传输线在长度范围内是均匀的，那么其特性可以只用一个参数描述：特性阻抗， 符号是 Z0 。 特性阻抗是某一给定电波在传输线上任意一点复电压与复电流的比值。常見电缆阻抗Z0的典型數值：同軸電纜 - 50或75欧姆, 扭絞二股线 - 约100欧姆，广播传输用的平行二股线 - 约300欧姆。
当在传输线上发送功率时， 最好的情况是尽可能多的功率被负载吸收，尽可能少的功率被反射回发送端。在负载阻抗等于特性阻抗Z0时，这一点可以被保证，这时传输线被称为阻抗匹配。

图中两条黑线代表传输线。在距离起点 x 处，每条线都流过了 I(x) 的电流，两线之间的电压差为 V(x) 。在单一信号没有反射的情况下， V(x) / I(x) = Z_{0}， Z_{0} 代表了传输线的 特性阻抗 。

由于传输线电阻的存在，一些被发送到传输线上的功率被损耗。这种现象叫做电阻损耗。在高频处，另一种介电损耗变得非常明显，加重了电阻引起的损耗。介电损耗是由于在传输线内的绝缘材料从电域吸收能量转化为热引起的。 传输线模型表现为电阻 (R) 与电感 (L) 的串联以及电容 (C) 与电导 (G) 的并联。电阻与电导引起了传输线的损耗。
传输线功率总损耗的单位是分贝每米 (dB/m)，并与信号频率相关。生产厂家一般会提供一定范围内以dB/m为单位的损耗图。3dB代表大约损失一半的功率。
设计用于承载波长小于或可比于传输线长度电磁波的传输线称为高频传输线。在这种情况下，在低频下的估值方法不再适用。高频传输线常见于无线电，微波，光信号，金属网滤光片和高速电子线路中的信号。

## 电报员方程
电报员方程（电报方程）是描述传输线上电压交电流和距离时间的关系的一组线性差分方程。奥利弗·亥维赛提出这个方程并创建了传输线模型。这组方程基于麦克斯韦方程组。

表示传输线基本组成部分的电路图：R是电阻，L是电感，C是电容，G是电导。

传输线模型将传输线表示为一个无限串联的二端口元件，每个都代表传输线的无限短的一段：
- 导体的分布电阻 {\displaystyle R} 表示为电阻串联（单位为欧姆每单位长度）。
- 分布电感 {\displaystyle L}（源于电线周围的磁场、自感等）表示为电感串联（亨利每单位长度）。
- 两个导体之间的电容 {\displaystyle C} 表示为并联电容 C（法拉每单位长度）。
- 分开两个导体的电介质材料的电导 {\displaystyle G} 表示为信号线与回线间的并联电阻（西门子每单位长度）。

该模型包含途中所示的无限串联的部分，这些成分的值都是以每单位长度为单位的，所以图中部分可能会有误导。{\displaystyle R}、{\displaystyle L}、{\displaystyle C} 与 {\displaystyle G} 也可能是频率的函数，另外一种符号是用 {\displaystyle R'}、{\displaystyle L'}、{\displaystyle C'} 及 {\displaystyle G'} 来强调这些值是对长度的导数。这些量也被称为一次线常量，以区别于从它们推到出的二次线常量，包括传播常数、衰减常数和相位常数。
频域的线电压 {\displaystyle V(x)} 和电流 {\displaystyle I(x)} 可以表示为
{\displaystyle {\frac {\partial V(x)}{\partial x}}=-(R+j\omega L)I(x)}
{\displaystyle {\frac {\partial I(x)}{\partial x}}=-(G+j\omega C)V(x).}
当参数 {\displaystyle R} 与 {\displaystyle G} 小到可以忽略时，就认为传输线是无损结构。在这种假想情形中，该模型只取决于 {\displaystyle L} 和 {\displaystyle C} 参数，大大简化了分析。对于无损传输线，二阶稳态电报员方程为：
{\displaystyle {\frac {\partial ^{2}V(x)}{\partial x^{2}}}+\omega ^{2}LC\cdot V(x)=0}
{\displaystyle {\frac {\partial ^{2}I(x)}{\partial x^{2}}}+\omega ^{2}LC\cdot I(x)=0.}
这些是正向和反向解具有相同传播速率的平面波的波动方程。它的物理意义在于电磁波沿传输线传播，通常会有反射成分干扰原始信号。这些是传输线理论的基本方程。
若不忽略 {\displaystyle R} 与 {\displaystyle G}，电报员方程就会是：
{\displaystyle {\frac {\partial ^{2}V(x)}{\partial x^{2}}}=\gamma ^{2}V(x)}
{\displaystyle {\frac {\partial ^{2}I(x)}{\partial x^{2}}}=\gamma ^{2}I(x)}
其中 γ 为传播常数
{\displaystyle \gamma ={\sqrt {(R+j\omega L)(G+j\omega C)}}}
而特性阻抗可以表示为
{\displaystyle Z_{0}={\sqrt {\frac {R+j\omega L}{G+j\omega C}}}.}
{\displaystyle V(x)} 与 {\displaystyle I(x)} 的解为：
{\displaystyle V(x)=V^{+}e^{-\gamma x}+V^{-}e^{\gamma x}\,}
{\displaystyle I(x)={\frac {1}{Z_{0}}}(V^{+}e^{-\gamma x}-V^{-}e^{\gamma x}).\,}
常数 {\displaystyle V^{\pm }} 与 {\displaystyle I^{\pm }} 必须由边界条件确定。对于一个电压脉冲 {\displaystyle V_{\mathrm {in} }(t)\,}，从 {\displaystyle x=0} 开始向 {\displaystyle x} 轴正向移动，则在 {\displaystyle x} 位置的传输脉冲 {\displaystyle V_{\mathrm {out} }(x,t)\,} 可以通过傅里叶变换来计算，将 {\displaystyle V_{\mathrm {in} }(t)\,}变换为 {\displaystyle {\tilde {V}}(\omega )}，各频率分量衰减 {\displaystyle e^{\mathrm {-Re} (\gamma )x}\,}，它的相位提前 {\displaystyle \mathrm {-Im} (\gamma )x\,}，并做傅里叶逆变换。{\displaystyle \gamma } 的实部和虚部为
{\displaystyle \mathrm {Re} (\gamma )=(a^{2}+b^{2})^{1/4}\cos(\mathrm {atan2} (b,a)/2)\,}
{\displaystyle \mathrm {Im} (\gamma )=(a^{2}+b^{2})^{1/4}\sin(\mathrm {atan2} (b,a)/2)\,}
其中atan2是两参数的反正切，而
{\displaystyle a\equiv \omega ^{2}LC\left[\left({\frac {R}{\omega L}}\right)\left({\frac {G}{\omega C}}\right)-1\right]}
{\displaystyle b\equiv \omega ^{2}LC\left({\frac {R}{\omega L}}+{\frac {G}{\omega C}}\right).}
对于低损耗高频率，首先以 {\displaystyle R/\omega L} 与 {\displaystyle G/\omega C} 为整体重新整理等式，就能得到
{\displaystyle \mathrm {Re} (\gamma )\approx {\frac {\sqrt {LC}}{2}}\left({\frac {R}{L}}+{\frac {G}{C}}\right)\,}
{\displaystyle \mathrm {Im} (\gamma )\approx \omega {\sqrt {LC}}.\,}
注意到相位提前 {\displaystyle -\omega \delta } 等价于延时 {\displaystyle \delta }，{\displaystyle V_{out}(t)} 可以简单计算出来
{\displaystyle V_{\mathrm {out} }(x,t)\approx V_{\mathrm {in} }(t-{\sqrt {LC}}x)e^{-{\frac {\sqrt {LC}}{2}}\left({\frac {R}{L}}+{\frac {G}{C}}\right)x}.\,}

## 传输线的输入阻抗

Looking towards a load through a length l of lossless transmission line, the impedance changes as l increases, following the blue circle on this impedance Smith chart. (This impedance is characterized by its reflection coefficient V_{reflected} / V_{incident}.) The blue circle, centred within the chart, is sometimes called an SWR circle (short for constant standing wave ratio).

传输线的特性阻抗 Z0 是单一电压波幅度与其电流波之比。由于大多数传输线还会有反射波，从线上测到的阻抗通常不是特性阻抗。
在负载阻抗为 ZL 时，给定距离 l 处测得的阻抗可以表示为
{\displaystyle Z_{in}\left(l\right)={\frac {V(l)}{I(l)}}=Z_{0}{\frac {1+\Gamma _{L}e^{-2\gamma l}}{1-\Gamma _{L}e^{-2\gamma l}}}},
其中 γ 为传播常数，{\displaystyle \Gamma _{L}=\left(Z_{L}-Z_{0}\right)/\left(Z_{L}+Z_{0}\right)} 为传输线负载端的电压反射系数。另外，上述公式可以重新整理，以用负载阻抗而非负载电压反射系数来表示输入阻抗：
{\displaystyle Z_{in}\left(l\right)=Z_{0}{\frac {Z_{L}+Z_{0}\tanh \left(\gamma l\right)}{Z_{0}+Z_{L}\tanh \left(\gamma l\right)}}}.

### 无损传输线的输入阻抗
对于无损传输线，传播常数是纯虚数 γ=jβ，因此上述公式可以改写为，
{\displaystyle Z_{\mathrm {in} }(l)=Z_{0}{\frac {Z_{L}+jZ_{0}\tan(\beta l)}{Z_{0}+jZ_{L}\tan(\beta l)}}}
其中 {\displaystyle \beta ={\frac {2\pi }{\lambda }}} 为波數。
在计算 β 中，传输线中的波长通常相对于自由空间的不同，并且在计算时需要考虑制作传输线的材料的速度常数。

## 电传输线的实际类型

### 微波传输带
微波传输带电路使用的是一个平行于地面的平薄导体

### 微波带状线
微波带状线电路使用的是一条夹于两个平行地面之间的金属平带，基底的绝缘材料构成了电介体。带宽、基底厚度和基底的相对介电常数决定了传输线带的阻抗特性。

### 平衡传输线

#### 勒谢尔线
勒谢尔线是一类能够用于共振生成电路特高頻(UHF)的平行导体。它们是一種方便實用的格式，填補了集總電路组件（用於短波/超短波）和諧振腔（用於特高頻/厘米波）之間的空白。

## 外部文章及更多读物
- Annual Dinner of the Institute at the Waldorf-Astoria （页面存档备份，存于）. Transactions of the American Institute of Electrical Engineers, New York, January 13, 1902. (Honoring of Guglielmo Marconi, January 13 1902)
- Avant! software, Using Transmission Line Equations and Parameters. Star-Hspice Manual, June 2001.
- Cornille, P, On the propagation of inhomogeneous waves. J. Phys. D: Appl. Phys. 23, February 14 1990. (Concept of inhomogeneous waves propagation — Show the importance of the telegrapher's equation with Heaviside's condition.)
- Farlow, S.J., Partial differential equations for scientists and engineers.  J. Wiley and Sons, 1982, p. 126.  ISBN 978-0-471-08639-0.
- Han, Hsiu C.,  Transmission-Line Equations. EE 313 Electromagnetic Fields and Waves.
- Kupershmidt, Boris A., Remarks on random evolutions in Hamiltonian representation （页面存档备份，存于）. Math-ph/9810020. J. Nonlinear Math. Phys. 5 (1998), no. 4, 383-395.
- Pupin, M. 美國專利第1,541,845号, Electrical wave transmission.
- Transmission line matching （页面存档备份，存于）. EIE403: High Frequency Circuit Design. Department of Electronic and Information Engineering, Hong Kong Polytechnic University. (PDF format)
- Wilson, B. (2005, October 19). Telegrapher's Equations. Connexions.
- John Greaton  Wöhlbier, ""Fundamental Equation" and "Transforming the Telegrapher's Equations". Modeling and Analysis of a Traveling Wave Under Multitone Excitation.
- Transmission Line Pulse （页面存档备份，存于）